# Ксенофобия и расизм, связанные с пандемией COVID-19
Пандемия COVID-19 впервые была зарегистрирована в городе Ухань, провинция Хубэй, КНР, в декабре 2019 года. Происхождение вируса впоследствии привело к усилению актов и проявлений синофобии, а также к предрассудкам, ксенофобии, дискриминации, насилию и расизму в отношении людей восточноазиатского и юго-восточноазиатского происхождения и внешности по всему миру. С распространением пандемии и образованием очагов инфекции, таких как в Азии, Европе и Америке, были зафиксированы случаи дискриминации в отношении людей из этих регионов.

## Предыстория
В прошлом многие заболевания получали названия, связанные с географическими регионами, такие как Ближневосточный респираторный синдром и вирус Зика. Однако в 2015 году Всемирная организация здравоохранения (ВОЗ) рекомендовала избегать этой практики для снижения стигматизации. В соответствии с этой политикой ВОЗ в феврале 2020 года предложила официальное название «COVID-19».
В начале освещения вспышки некоторые новостные источники ассоциировали вирус с Китаем, что способствовало стигматизации. Позднее журнал Nature опубликовал извинения за такое освещение. Однако даже после того, как большинство политиков перешли к использованию менее стигматизирующего языка при упоминании вируса, некоторые продолжали это делать.
По мере распространения вспышки в новые страны, люди из Италии (первой страны в Европе, где произошла серьёзная вспышка COVID-19) также подвергались подозрению и ксенофобии, как и люди из других стран, где были зарегистрированы очаги заболевания. В Индии после того, как власти здравоохранения связали распространение вируса с собранием исламской миссионерской группы «Таблиги Джамаат» в Нью-Дели в начале марта 2020 года, усилилась дискриминация против мусульман. В конце апреля 2020 года в Париже вспыхнули беспорядки, связанные с обращением полиции с маргинализированными этническими группами во время действовавшего тогда карантина. В арабских странах Персидского залива усилился расизм и ксенофобия в отношении выходцев из Южной и Юго-Восточной Азии. В Китае некоторые люди африканского происхождения были выселены из своих домов и им дали 24 часа на то, чтобы покинуть страну, из-за дезинформации о том, что они и другие иностранцы распространяют вирус. Эта расистская и ксенофобская практика была осуждена некоторыми иностранными правительствами, дипломатическим корпусом и китайским послом в Зимбабве.

## Африка

### Камерун
Посольство США в Яунде выпустило предупреждение для граждан США о поездках в связи с сообщениями о «...словесных и онлайн-домогательствах, бросании камней и стуке по транспортным средствам, в которых находятся экспатрианты». Некоторые жители Камеруна считают, что европейцы и американцы занесли COVID-19 в Африку.

### Египет
По данным посольства Японии в Каире, продавцы в магазинах с опаской обслуживали японских клиентов, а слово «корона» стало новым оскорблением, которым уличные хулиганы нападали на японцев.
10 марта 2020 года водитель Uber был арестован после того, как в сети распространилось видео, на котором водитель насильно выталкивает китайского пассажира из автомобиля на шоссе в каирском районе Маади по подозрению в заражении вирусом. На видео слышны голоса, которые шутливо кричат: «Первый случай коронавируса в Египте!» — и затем тот же голос говорит водителю: «Да поддержит тебя Аллах, хаджи! Выбрось его!» Инцидент вызвал возмущение среди египтян после публикации видео. Некоторые египтяне посетили китайского мужчину в его отеле и выразили ему извинения за произошедшее, что широко осуждалось в местных СМИ как акт травли и расизма.

### Эфиопия
В условиях пандемии были зафиксированы случаи насилия в отношении иностранцев. Некоторые местные жители нападали на иностранцев в социальных сетях, публикуя их фотографии и связывая их с коронавирусом. Ассоциация иностранных корреспондентов Эфиопии предупредила о распространении в интернете «опасных слухов» и «злобных сообщений» о зарубежных журналистах, а также о физических нападениях на других иностранцев.

### Кения
Видео, предположительно записанное в Кибере, Кения, в марте 2020 года, показывает разъяренную толпу, угрожающую мужчине и женщине восточноазиатского происхождения из-за коронавируса. Мужчина в толпе кричит напуганной паре: «Вы — коронавирус!» Позже мотоциклист из толпы поднял руку, угрожая ударить мужчину азиата. На улицах Найроби и его окрестностях растет беспокойство по отношению к китайским иммигрантам, особенно к строителям.
Предполагаемый член парламента Кении опубликовал сообщение в Facebook, в котором говорилось, что его избиратели имеют право бить камнями и прогонять любых посетителей китайского происхождения, которые не находятся на карантине. Кенийский таксист сообщил BBC, что китайские граждане стали менять свои имена в приложениях для заказа такси, чтобы избежать отказа в их запросах на поездку.

### Нигерия
Геополитический аналитик Овигве Эгвегу сообщил, что «множество теорий заговора и видео, на которых азиаты (некоторые китайцы) едят летучих мышей и других экзотических животных» в нигерийских социальных сетях привели к росту синофобии.

### Южная Африка
Этнический китаец в Йоханнесбурге рассказал новостному каналу Deutsche Welle, что местные жители выражают насильственные комментарии, такие как «уничтожить всех китайцев» и «надеюсь, этот вирус заберет их всех». Кроме того, одной из первых реакций правительства Южной Африки на предотвращение COVID-19 было строительство забора длиной в сорок километров на границе с Зимбабве. Это действие было направлено на то, чтобы «обеспечить, чтобы в страну не проникли никакие нелегальные или инфицированные лица», по словам министра общественных работ Патрисии де Лилль. В феврале 2021 года директор Института иезуитов Южной Африки, отец Рассел Поллитт, раскритиковал как потенциально ксенофобское заявление министра здравоохранения, доктора Звели Мкизе, о том, что распределение вакцины против COVID-19 будет ограничено только гражданами Южной Африки.

## Азия

### Бангладеш
Правительство Бангладеш отправило десятки беженцев народности рохинджа, которые несколько недель находились в море, на необитаемый остров Бхасан Чар в устье реки Мегхна. Сотни других беженцев остаются на двух переполненных траулерах между Бангладеш и Малайзией. Правозащитные группы раскритиковали правительства Бангладеш и Малайзии за использование пандемии коронавируса как предлога для высылки беженцев.

### Китайская Народная Республика
В КНР зафиксированы случаи дискриминации и ксенофобии в отношении людей, связанных с городом Ухань. В некоторых провинциях их не заселяют в отели, их личные данные, адреса и номера телефонов распространяются в Интернете, а также поступают сообщения о навязчивых телефонных звонках от незнакомцев. В некоторых местах можно увидеть объявления: «Люди из Уханя и автомобили из Хубэя здесь не приветствуются». Многие отели и гостевые дома отказываются принимать гостей из Уханя. После возвращения в Ханчжоу из Сингапура гид-экскурсовод, предположительно, не смогла зарегистрироваться в нескольких отелях города Ухань. В результате один из отелей обратился в полицию для проведения медицинского обследования и помещения её на карантин. В ответ на эти события различные города и префектуры за пределами провинции Хубэй приняли меры по переселению жителей этой провинции в свои регионы. Для этого были организованы специальные гостиницы для приезжих. В городах Шицзячжуан, Чжэндин и Луцюань местные власти ввели систему вознаграждений для граждан, которые сообщали о людях, побывавших в Ухане и не зарегистрированных в официальных документах. Размер вознаграждения составлял не менее 1000 юаней. В Мэйчжоу жители, сообщившие о прибывших из провинции Хунань, получали по 30 медицинских масок.
Сообщалось, что 27 января на рейсе авиакомпании China Southern Airlines по маршруту «Нагоя — Шанхай» некоторые пассажиры шанхайского происхождения отказались лететь с 16 пассажирами из Уханя. Два пассажира из Уханя не смогли сесть на самолёт из-за повышенной температуры, в то время как шанхайские пассажиры утверждали, что другие пассажиры приняли лекарства, чтобы обойти проверку температуры. Один из пассажиров из Уханя выразил протест в социальных сетях, заявив: «Они действительно мои соотечественники?» Шанхайский пассажир, который, как утверждается, присутствовал на месте, ответил, что это сделано для защиты Шанхая от вируса. Многие пользователи сети раскритиковали пассажиров из Уханя за то, что они путешествовали с повышенной температурой, хотя некоторые также призвали к пониманию и не дискриминировать шанхайцев.
В марте и апреле 2020 года СМИ сообщали о случаях ксенофобии в отношении иностранцев, хотя, по данным газеты The Globe and Mail от 10 апреля, китайские официальные лица отрицали наличие какой-либо дискриминации в Китае. Это было связано с опасениями по поводу второй волны коронавируса, хотя китайский заместитель министра иностранных дел отметил, что 90% завезённых случаев COVID-19 были гражданами КНР, вернувшимися из-за границы. По данным The Telegraph, иностранцам запрещён вход в отели, супермаркеты и рестораны, у них отбираются визы, а въезд в Китай для них запрещён. The Guardian сообщила, что 29 марта иностранцев оскорбляли местные жители, избегали в общественных местах и иногда называли «иностранным мусором». Shanghaiist упомянул, что в китайском интернете циркулируют истории о плохом поведении иностранцев, что способствует росту ксенофобии. В комиксе, опубликованном на Weibo, изображены люди в костюмах химзащиты, которые дезинфицируют иностранцев и бросают их в мусорные баки.
В апреле 2020 года в Гуанчжоу появились сообщения о том, что местные власти выселяют из домов африканских граждан без предоставления места для ночлега. Эти сообщения вызвали дипломатический кризис, поскольку африканские правительства и дипломаты выступили против инцидентов в Гуанчжоу. Нигерийский законодатель Олойе Акин Алаби опубликовал видео, на котором он столкнулся с послом КНР Чжоу Пинцзянем по поводу предполагаемого плохого обращения с нигерийцами в городе. Правительства Ганы, Кении и Уганды также потребовали объяснений от правительства КНР, а Комиссия Африканского союза пригласила посла КНР в Африканский союз для обсуждения обвинений в жестоком обращении. Африканские послы составили официальное письмо с протестом, требуя прекратить выселение из отелей или квартир, принудительное тестирование и карантин, изъятие паспортов и угрозы лишения виз, ареста или депортации африканцев, особенно в провинции Гуандун. В ответ китайские власти приняли меры, направленные на то, чтобы предприятия и арендодатели в Гуанчжоу не отказывали людям на основании расы или национальности, и призвали иностранцев сообщать о дискриминации по круглосуточной горячей линии. Некоторые местные жители координировали доставку еды и размещали в интернете информацию о доступных отелях для африканских граждан.
Китай первоначально установил наземные мины в отдельных районах вдоль своей границы с Мьянмой, которые позже были заменены колючей проволокой на протяжении 1000 километров границы с Мьянмой. Официальная цель этих мер — снизить распространение COVID-19 из-за границы. Другие правительственные источники предположили, что ограничения, связанные с пандемией, были вторичны по отношению к желанию блокировать передачу иностранных идей через некогда проницаемую пограничную зону, ссылаясь на желание ограничить распространение христианства и буддизма в Китае.

### Гонконг
Более ста ресторанов в Гонконге отказались обслуживать клиентов из КНР. Один из ресторанов потребовал от клиента предъявить удостоверение личности, чтобы подтвердить, что он не из КНР. Японский ресторан лапши «Tenno Ramen» в районе Хунг Хом также отказался обслуживать клиентов из КНР. В сообщении на Facebook ресторан заявил: «Мы хотим жить дольше. Мы хотим защитить местных клиентов. Пожалуйста, простите нас».
Ещё один пример — сеть ресторанов «Kwong Wing Catering», которая в январе 2020 года объявила на Facebook, что будет обслуживать только англоязычных или кантоноязычных клиентов (обслуживание мандариноязычных клиентов, не допускается), поскольку правительство не ввело закрытие границы с КНР. Однако мандаринский (гоюй) также является распространённым языком на Тайване, поэтому через день после публикации сообщение было обновлено с пояснением, что они приветствуют тайваньских клиентов.
Многие протестующие в Гонконге настаивали на использовании терминов «китайский вирус» или «китайский коронавирус» для обозначения COVID-19. Экспаты и представители южноазиатских меньшинств также столкнулись с усилением ксенофобии, при этом в СМИ их обвиняли в большей вероятности распространения вируса.

### Индонезия
В статье в журнале Foreign Policy сообщается, что в социальных сетях, таких как Twitter, Facebook и Instagram, распространяются призывы избегать мест, где работают или живут граждане Китая или китайцы индонезийского происхождения. Крупные СМИ также участвуют в распространении антикитайских конспирологических теорий. Некоторые индонезийские мусульмане в Интернете связывают вирус с жестоким обращением Китая с уйгурскими мусульманами и считают его «наказанием от Аллаха».
У отеля в Букиттинги состоялась демонстрация, участники которой выразили протест против визита туристов из Южного Китая, остановившихся в этом отеле из-за страха перед коронавирусом. Протестующие потребовали изолировать туристов в аэропорту и выразили недоверие к средствам проверки в аэропортах. Демонстрация завершилась после того, как полиция гарантировала, что туристы останутся в отеле до следующего дня, когда они покинут город.
В пресс-релизе посольства Японии в Индонезии сообщается, что в разгар пандемии участились случаи дискриминации и притеснений в отношении японцев. Посольство объявило о создании центра помощи для японских резидентов, столкнувшихся с этими инцидентами. Поступали сообщения о широкомасштабной дискриминации и притеснениях японцев в стране. Отели, магазины, рестораны, службы такси и другие заведения отказывали японским клиентам. Многих японцев перестали приглашать на встречи и конференции. Только за несколько дней посольство Японии получило не менее дюжины сообщений о притеснениях в отношении японцев. Министерство иностранных дел Японии заявило, что дискриминация в отношении японцев в стране усиливается.

### Индия
Сообщается о случаях дискриминации и притеснений в отношении людей из Северо-Восточной Индии из-за их «китайской» внешности. Студенты колледжа Кирори Мал в Дели пожаловались на притеснения со стороны других студентов из-за опасений, связанных с коронавирусом. Восемь студентов из Института социальных наук Тата в Мумбаи также сообщили о расистском отношении и домогательствах.
Опрос, проведённый Институтом Такшашила, показал, что 52,8% респондентов считают термины «Китайский вирус» и «Пандемия „Сделано в Китае“» нейтральными и не считают их расистскими или стигматизирующими страну. Президент государственного подразделения Бхаратия джаната парти в Западной Бенгалии, Дилип Гхош, заявил, что китайцы «уничтожили природу», и «именно поэтому Бог отомстил им». Эти замечания были осуждены китайским консульством в Калькутте, как «ошибочные».
В марте 2020 года иностранцы из Европы, Соединённых Штатов и Израиля столкнулись с ксенофобией и дискриминацией, включая случаи выселения из арендуемых домов.
Мусульманские собрания, организованные «Таблиги джамаат», привели к значительному увеличению числа случаев в Индии, что вызвало исламофобские реакции и усилило напряженность в обществе. Исламофобские хэштеги начали распространяться вскоре после того, как в конце марта появилась новость, а в апреле сообщалось о волне антимусульманского насилия. В Джаркханде больницы отказываются лечить пациентов-мусульман из-за исламофобии, связанной с коронавирусом, которая привела к смерти по меньшей мере двух новорожденных.
Поступило несколько сообщений об усилении антихристианского насилия и дискриминации в связи с карантином из-за коронавируса.

### Иран
Иранское правительство обвинило в распространении вируса в стране «сионистов», а Корпус стражей исламской революции (КСИР) Ирана заявил, что Израиль выпустил вирус в качестве средства биологической войны. Эти заявления были расценены американским ученым Уолтером Расселом Мидом как антисемитские и некоторыми еврейскими организациями, включая Антидиффамационную лигу (ADL).
По данным Министерства иностранных дел Японии, после пандемии японцам было отказано в посещении ресторанов, и они столкнулись с растущим числом злоупотреблений.

### Израиль
Более 1000 южнокорейских туристов получили инструкции избегать общественных мест и оставаться на изоляции в своих отелях. Израильские военные объявили о намерении поместить около 200 граждан Южной Кореи на карантин на военной базе. Многие из оставшихся южнокорейцев были отвергнуты отелями и были вынуждены провести ночи в аэропорту Бен-Гурион. Одна из израильских газет опубликовала жалобу корейского туриста, в которой говорилось, что «Израиль обращается с [корейскими и другими азиатскими] туристами как с коронавирусом». Эксперт в области общественного здравоохранения, доктор Хагай Левин, предположил, что израильские политики могут преувеличивать ситуацию, чтобы произвести впечатление на избирателей.
14 марта 2020 года мужчина индийского происхождения из общины Бней-Менаше был атакован и избит двумя израильтянами в Тверии. Нападавшие называли его «китайцем» и выкрикивали слово «коронавирус». Мужчина был госпитализирован в медицинский центр Барух Паде в районе Тверии.

### Япония
В Японии в Twitter активно использовался хэштег #ChineseDontComeToJapan. Японцы в социальных сетях называли китайских туристов «грязными», «бестактными» и «биологическими террористами».
В ресторане в городе Ито на полуострове Идзу, расположенном к югу от Токио, официант выкрикнул в адрес туристки: «Китай! Прочь!» Женщина немедленно покинула заведение. Кондитерская в Хаконе, префектура Канагава, вывесила табличку «Китайцам вход запрещён», что вызвало бойкот со стороны китайских граждан.
Согласно опросу Ipsos MORI, проведённому в феврале 2020 года, 28% японцев заявили, что в будущем будут избегать людей китайского происхождения для защиты от коронавируса.
Ресторан «Ueno Sanji» в Токио запретил иностранцам посещать заведение. Владелец объяснил это решение желанием защитить свою семью, сотрудников и постоянных клиентов.
Кими Онода, советник от Либерально-демократической партии в префектуре Окаяма, в своём твите предложила, чтобы стимулирующие выплаты от правительства Японии получали только взрослые с японским гражданством, а не неграждане, платящие налоги в Японии. В ответ на это предложение люди, воспринявшие его как проявление расизма, запустили петицию с требованием отставки Оноды с поста в парламенте на Change.org.

### Иордания
В марте 2020 года кореец, работавший в Иордании с 2014 года, обратился в полицию, заявив, что подвергся избиению и издевательствам из-за подозрений в заражении коронавирусом COVID-19. Также был зафиксирован случай, когда таксисты отказывались подвозить корейцев по аналогичным причинам.
Министерство иностранных дел Японии сообщило о нескольких инцидентах, когда местные жители в Иордании преследовали граждан Японии с начала пандемии.

### Казахстан
В феврале 2020 года произошёл конфликт между этническими казахами и дунганами. По данным The Diplomat, «в первые часы после инцидента в социальных сетях распространились ложные новости о „беспощадных погромах в Казахстане из-за распространения коронавируса“, что вызвало истерию в других частях страны».

### Кувейт
Чтобы решить проблему нехватки мощностей в кувейтских больницах для помощи в борьбе с COVID-19, кувейтская актриса Хаят Аль-Фахад призвала к депортации рабочих-мигрантов или к их «выбросу в пустыню». Её высказывания вызвали как возмущение, так и поддержку в социальных сетях Кувейта.

### Малайзия
В Малайзии возникла петиция, призывающая запретить въезд в страну гражданам КНР. В петиции утверждалось, что «новый вирус широко распространился по миру из-за их негигиеничного образа жизни». За неделю петицию подписали более 250 000 человек.
С марта в Малайзии также усилилась исламофобия. В социальных сетях распространялись оскорбления в адрес групп последователей Таблига, поскольку вспышка COVID-19 в Малайзии была связана с собранием Таблига в Шри-Петалинг.
По данным Human Rights Watch и Asia Pacific Refugee Rights Network, более 700 иностранных мигрантов и беженцев, включая лиц без гражданства из числа рохинджа, были задержаны малазийской полицией во время пандемии коронавируса. Полиция утверждала, что аресты были направлены на предотвращение перемещения нелегальных мигрантов в другие районы в условиях ограничений, связанных с локдауном. Организация Объединенных Наций призвала Малайзию не задерживать беженцев и обеспечить им доступ к медицинской помощи. Министр внутренних дел Хамзах Заинуддин охарактеризовал рохинджа как «нелегальных иммигрантов», которые «не имеют статуса, прав и оснований предъявлять какие-либо требования правительству».
В Малайзии также наблюдались случаи ксенофобии в отношении беженцев рохинджа. Политики и местные жители выражали насильственную ненависть в Интернете, обвиняя рохинджа в совершении преступлений и доминировании в некоторых районах столицы Куала-Лумпура. В социальных сетях распространялись имена и фотографии активистов, а на Change.org появились онлайн-петиции с призывами к депортации рохинджа. Негативные представления о беженцах рохинджа и подстрекательские новости в социальных сетях способствовали росту враждебности. Газета The Star сообщила о случаях, когда рохинджа оставляли расистские и провокационные комментарии в социальных сетях, что напрягало отношения между этническими общинами. Представители общины рохинджа заявили, что они живут в состоянии страха, а общественная организация Mercy Malaysia и Малазийское агентство помощи призвали общественность проявить сочувствие и милосердие к беженцам во время Рамадана. 11 мая 2020 года правозащитные и общественные организации, включая Human Rights Watch, Amnesty International, Article 19 и Международный комитет юристов, призвали премьер-министра Мухиддина Ясина принять меры против онлайн-ненависти и угроз в адрес беженцев рохинджа.
21 июня малазийская правозащитная организация Aliran выразила обеспокоенность условиями жизни и работы иностранных мигрантов, многие из которых заразились COVID-19. Aliran также критиковала «подстрекательское» освещение в СМИ, которое разжигало ксенофобию и враждебность в отношении мигрантов.
25 июня муниципалитет Куала-Лумпура ограничил доступ беженцев к городскому оптовому рынку, разрешив им вход только при наличии действительных разрешений и в сопровождении малазийцев. Муниципалитет не признаёт удостоверения личности, выданные Управлением Верховного комиссара ООН по делам беженцев. Это решение было раскритиковано представителем Йеменского союза беженцев доктором Мохаммедом Аль-Ради и координатором Альянса беженцев из числа чин Джеймс Бави Танг Бик как дискриминационное и бесчеловечное по отношению к беженским общинам.
27 июня премьер-министр Мухиддин Ясин заявил, что Малайзия не может принять больше беженцев рохинджа из-за проблем в экономике и истощения ресурсов. Малайзия не признаёт их статус беженцев и отвергает прибывающие лодки, а также задержала сотни беженцев. Премьер-министр также призвал Верховного комиссара ООН по делам беженцев ускорить переселение рохинджа в третьи страны.
В начале июля 2020 года документальный фильм Аль-Джазира под названием «Заперты в малазийском локдауне» утверждал, что нелегальные мигранты и иностранные рабочие подвергались расизму и жестокому обращению со стороны малазийских властей во время локдауна в стране. Правительство Малайзии назвало этот документальный фильм «вводящим в заблуждение» и «неточным», а старший министр Исмаил Сабри Яакоб потребовал извинений от телекомпании. Королевская полиция Малайзии начала расследование в отношении этого документального фильма, а Департамент иммиграции Малайзии попытался допросить бангладешского мигранта, интервью с которым было использовано в фильме. В ответ несколько правозащитных организаций, включая Центр независимой журналистики, выступили с заявлением, призывающим правительство Малайзии прекратить запугивание СМИ и защитить права мигрантов. Бангладешский мигрант, идентифицированный как Мохаммад Райхан Кайбир, был впоследствии депортирован в Бангладеш 22 августа.

### Палестина
1 марта 2020 года палестинская мать со своей дочерью скандировали «корона, корона» двум японкам, которые находились в Рамалле с неправительственной миссией по оказанию помощи. Затем мать набросилась на одну из японок, пытавшуюся записать инцидент, и дёрнула её за волосы. По данным посольства Японии, по состоянию на начало марта поступило по меньшей мере еще десять сообщений об антияпонских инцидентах, связанных с пандемией.

### Филиппины
Различные филиппино-китайские правозащитные организации выразили обеспокоенность ростом расизма в отношении китайской общины после начала вспышки заболевания. Федерация филиппино-китайских торгово-промышленных палат и Конгресс профсоюзов Филиппин осудили антикитайскую пропаганду, связанную с вирусом. Университет Адамсона, известное католическое учебное заведение в Маниле, подвергся критике в интернете после того, как приказал всем китайским студентам самоизолироваться в связи с новой вспышкой коронавируса. Крематорий отказался принимать тело китайского гражданина, умершего от вируса.
Президент Родриго Дутерте призвал общественность прекратить дискриминацию в отношении людей, имеющих китайское происхождение.

### Саудовская Арабия
Изображение южноазиатского рабочего-мигранта, одетого в костюм дозатора для антисептика для рук с маской на лице во время работы на объекте Saudi Aramco, вызвало широкий общественный резонанс в Интернете и было воспринято как очередной пример «расизма, связанного с коронавирусом». Впоследствии компания принесла извинения за этот инцидент.

### Сингапур
Онлайн-петиция с требованием к правительству Сингапура запретить въезд гражданам Китая и китайским путешественникам собрала 125 000 подписей.
Министерство внутренних дел начало расследование в отношении исламского преподавателя Абдула Халима бин Абдул Карима после того, как он разместил в Facebook пост, в котором утверждал, что пандемия коронавируса была «карой Аллаха за притеснения уйгуров в Синьцзяне». В другом сообщении Абдул Халим заявил, что китайцы не соблюдают правила гигиены после дефекации и менее чистоплотны, чем мусульмане, что способствовало распространению вируса. Министр внутренних дел и юстиции К. Шанмугам назвал эти комментарии «глупыми», «ксенофобскими» и «откровенно расистскими», подчеркнув, что они «совершенно неприемлемы для любого, а тем более для религиозного учителя». Исламский религиозный совет Сингапура заявил, что осведомлён о посте, который «выражает взгляды, не отражающие позицию мусульманской общины», и проводит расследование. Абдул Халим в ответ заявил, что его пост на малайском языке не был направлен на разжигание расовой ненависти и не был направлен против «какой-либо конкретной расы».
Из-за распространения индийского варианта коронавируса 55-летняя сингапурская индианка подверглась нападению за то, что не носила маску должным образом. Это вызвало осуждение со стороны ряда местных политиков, включая премьер-министра Ли Сянь Луна. Ксенофобские настроения в отношении индийских иммигрантов в стране, по сообщениям, усилились в мае 2021 года. Министр юстиции К. Шанмугам осудил незначительную часть сингапурцев за онлайн-оскорбления индийцев, такие как «тараканы» и «насильники».

### Республика Корея
Более 760 000 южнокорейских граждан подписали петицию с требованием к правительству запретить въезд в страну китайских туристов. Фестиваль фонарей в Тэгу опубликовал уведомление на английском языке о том, что иностранцы не допускаются на их мероприятие.
В феврале 2020 года в одном из ресторанов в центре Сеула был замечен знак на китайском языке красными иероглифами, гласящий: «Вход для китайцев запрещён». В последнее время появляются знаки с надписями «Вход для китайцев запрещён», а некоторые заведения ограничивают доступ для всех иностранцев.

### Шри-Ланка
Группа сингапурских туристов китайского происхождения, как сообщается, не получила разрешения на восхождение на туристическую достопримечательность Элла из-за своей внешности.

### Тайвань
Уже в мае 2020 года альянс групп трудящихся-мигрантов, известный как Сеть поддержки мигрантов в Тайване (MENT), выразил протест против того, что некоторые местные работодатели запретили своим работникам покидать рабочие места из-за пандемии.
После того как в уезде Мяоли за одну неделю было зарегистрировано 300 случаев COVID-19 среди работников технопарка, местный магистрат Сю Яочан объявил 7 июня 2021 года, что трудящимся-мигрантам в уезде запрещено покидать свои жилые помещения по любой причине. Впоследствии местные власти были обвинены в дискриминационных ограничениях в отношении работников из Юго-Восточной Азии, таких как ограничение их передвижения по улицам, допросы и угрозы штрафами, а в некоторых случаях требование подписания документов, согласно которым расходы на лечение в случае заражения COVID-19 ложатся на самих работников. 9 июня 2021 года округ Мяоли также распространил приказ о строгом домашнем режиме на лиц, осуществляющих уход, после жалоб местных жителей на то, что сиделки «собираются группами» во время прогулок с пожилыми людьми. 29 июня магистрат отменил запрет, в тот же день Министерство труда выступило с заявлением, предупредив, что такие произвольные ограничения будут рассматриваться как «уголовное преступление».
Согласно опросу группы по правам мигрантов, опубликованному The Straits Times в июле 2021 года, более 60 % филиппинских трудящихся-мигрантов заявили, что им больше не разрешено покидать свои общежития вне рабочего времени. Некоторые тайваньцы, как сообщается, высказывали мнение, что индонезийские работники «все опасны» и «имеют более высокий риск заражения и передачи вируса, чем тайваньцы».

### Таиланд
В ресторане в Чиангмае появилась вывеска с надписью: «Приносим извинения, но мы не принимаем китайских посетителей. Спасибо.» После того, как посетитель покинул ресторан, заметив внутри группу китайцев. Полиция потребовала снять вывеску, но предположила, что ее можно было бы переписать на китайском языке как: «У нас закончилась еда». Похожую вывеску видели возле ресторана на пляже Ао Сан на Пхукете.
Художник-граффитист Headache Stencil, как сообщается, написал в твиттере: «Эй, чинк! Пожалуйста, возвращайся в свою дерьмоедскую страну. Нашему правительству нужны деньги, чтобы сохранить свою власть, но мы вам всем сейчас не рады. #notwelcometothailand #backtourchinklandpls».
Министр здравоохранения Анутин Чарнвиракул негативно отозвался о «грязных» жителях Запада, заявив, что они «никогда не принимают душ» и более подвержены распространению вируса, чем азиаты. Позже он извинился за свои комментарии.
В декабре 2020 года премьер-министр Таиланда Прают Чан-Оча заявил, что нелегальная иммиграция стоит за новой волной заражения COVID-19 в стране. Трудящиеся-мигранты из соседней Мьянмы понесли основную тяжесть ответственности, включая подстрекательские посты в социальных сетях, пропагандирующие насилие, такие как «где бы вы ни увидели мьянманцев, стреляйте в них», и отказ в обслуживании в Таиланде, когда гражданам Бирмы отказывают в доступе к автобусам, мототакси и офисам. Ксенофобия из-за COVID-19 также привела к новому всплеску гнева, связанного с разрушением бирманскими войсками в 18 веке Аюттхаи, столицы того, что тогда называлось Сиамом, а ныне Таиландом. Глава таиландской оперативной группы по борьбе с COVID-19 призвал к терпимости в телевизионном эфире, обратившись к общим религиозным ценностям: «Сегодня они — наша семья... И мьянманцы, и тайцы исповедуют буддизм». Однако в январе 2021 года 19 мигрантов из Мьянмы, все мусульмане-рохинджа, были арестованы в переполненном доме недалеко от международного аэропорта Донмыанг в Бангкоке. Власти утверждали, что у семи из предположительно нелегальных мигрантов был положительный результат теста на коронавирус.

### Объединённые Арабские Эмираты
В ответ на комментарии кувейтской актрисы Хаят Аль-Фахад о депортации мигрантов в пустыню или в их страны происхождения из-за пандемии COVID-19, эмирский поэт Тарик Аль-Мехьяс попытался уточнить её высказывания. Он заявил, что под термином «мигранты» он подразумевал выходцев из Азии, а не арабов. Аль-Мехьяс также отметил, что арабские рабочие из таких стран, как Египет и Судан, считаются более квалифицированными по сравнению с выходцами из Азии (индийцами и бенгальцами). Он добавил, что в странах Персидского залива азиаты никогда не получают равного отношения с арабами. После того как его комментарии вызвали широкое возмущение в ОАЭ, Аль-Мехьяс попытался оправдаться, заявив, что не является расистом, так как у него есть горничная из Азии. Однако позже он был арестован эмиратскими властями по обвинению в разжигании ненависти.

### Вьетнам
Газета Asia Times сообщила, что «в некоторых вьетнамских отелях и гостевых домах появились объявления о нежелании принимать китайских гостей, а в Интернете многие вьетнамцы требуют закрыть все пункты пересечения границы с Китаем». Такие объявления были замечены у магазина на острове Фукуок и у ресторана в Дананге.
Также сообщается о росте недовольства в связи с увеличением числа заражённых среди представителей мусульманской общины, вернувшихся из Малайзии после посещения собрания Таблиги Джамаат в мечети Шри-Петалинг. Два-три пациента нарушили закон о самоизоляции во Вьетнаме и продолжили посещать исламские мероприятия в Хошимине, что вызвало гнев и требования изолировать мусульманское население, включая призывы от вьетнамских знаменитостей.

## Европа

### Бельгия
В период пандемии COVID-19 в Бельгии участились случаи расизма, о которых сообщали представители азиатского сообщества.
В Шарбёке пятеро молодых людей назвали женщину китайского происхождения «коронавирус», угрожали ей и плевали в неё.
В марте 2020 года на официальных страницах Facebook и Instagram средней школы Sint-Paulusschool Campus College Waregem была опубликована фотография, на которой ученики в китайских костюмах держали плакат с надписью «Corona Time». Один из учеников добавил к своему костюму латексные перчатки и медицинскую маску, символизируя пандемию. Другой ученик изобразил расистский жест, растянув глаза. После общественного возмущения в интернете фотография была удалена. Школа опубликовала заявление, в котором утверждала, что школьная команда и ученики старших классов не имели намерения быть снисходительными или оскорбительными.
В Брюсселе 22-летний мужчина ударил 24-летнего мужчину азиатского происхождения и обвинил его в том, что он является «причиной» коронавируса в Бельгии.

### Хорватия
15 февраля 2020 года во время матча Хорватской Суперлиги по настольному теннису, который проходил в Дубровнике между местной командой «Либертас Мариньколора» и гостевой командой STK Starr из Вараждина, на официальной странице «Либертас Мариньколора» в Facebook появились оскорбительные комментарии в адрес хорватского игрока китайского происхождения Тана Жуйву из STK Starr, содержащие отсылки к коронавирусу. В частности, менеджер «Либертас Мариньколора» Марко Хабинянец дал указание одному из своих игроков (который должен был встретиться с Таном в следующем матче) «победить этот вирус». Впоследствии комментарии были удалены. «Либертас Мариньколора» принесла извинения и осудила инцидент.

### Дания
В январе 2020 года датская газета Jyllands-Posten привлекла международное внимание, опубликовав карикатуру, на которой китайский флаг был изображён с жёлтыми фигурами, напоминающими вирусы, вместо традиционных жёлтых звёзд. Китайское посольство в Дании потребовало официальных извинений от газеты. Однако премьер-министр Дании Метте Фредериксен отказалась официально извиниться от имени правительства Дании, заявив, что в Дании существует свобода слова.

### Финляндия
Азиаты в Финляндии столкнулись с проявлениями дискриминации, вызванными вспышкой нового коронавируса в Китае. Люди китайского, вьетнамского и японского происхождения рассказали изданию Yle, что с момента появления новостей о вирусе они ощущают на себе расистское отношение. 23 февраля газета Helsinki Times сообщила, что по крайней мере один китайский ресторан в Хельсинки столкнулся с падением числа заказов с начала вспышки коронавируса. Китайский супермаркет также отметил резкое снижение посещаемости, но рост онлайн-продаж, при этом клиенты предпочитают заказывать доставку товаров на дом.

### Франция
Азиаты в Париже сообщили о росте расизма и притеснений. Французская газета Le Courrier Picard 26 января 2020 года разместила на первой полосе изображение азиатской женщины в маске с заголовком «Жёлтый сигнал тревоги» и подзаголовком «Новая жёлтая опасность». Публикация вызвала осуждение со стороны азиатов французского происхождения, которые запустили хэштег #JeNeSuisPasUnVirus (в переводе с французского: «Я не вирус»). Другие французские газеты называли COVID-19 «китайским вирусом» в начале вспышки, что могло стигматизировать людей китайского происхождения. Многочисленные сообщения указывают на значительное увеличение случаев преследования и нападений с применением насилия в отношении лиц азиатского происхождения. Некоторые дети азиатского происхождения подвергались остракизму и насмешкам в средних школах в окрестностях Парижа.
Рестораны неевропейской кухни, включая китайскую, тайскую, камбоджийскую и японскую, сообщили о снижении числа клиентов. Обычно это снижение составляло от 30 до 50%.
Многие вьетнамцы французского происхождения сообщили о притеснениях с начала пандемии в Ухане.
Южнокорейские СМИ сообщили об усилении враждебности по отношению к своим гражданам.
Японская государственная телерадиокомпания NHK, предоставляющая список рекомендаций по безопасности для путешественников, в феврале 2020 года указала на проблему антияпонской дискриминации при поездках во Францию и другие европейские страны. Некоторые японские граждане сообщили об увеличении числа инцидентов, связанных с антияпонскими настроениями, таких как насмешки на улице, отказ в предоставлении услуг такси и вандализм в одном из японских ресторанов. Японская актриса, работающая на французскую компанию Louis Vuitton, получила множество комментариев, связанных с коронавирусом, на странице компании в Instagram, которые позднее были удалены. Группа японских студентов, находящихся в Париже с учебной целью, подверглась оскорблениям со стороны местных жителей. Группа японских граждан также стала жертвами нападений с применением кислоты, что вынудило японское посольство и министерство иностранных дел предупредить японских граждан во Франции о необходимости проявлять осторожность. В связи с такими инцидентами японский телеведущий в Париже посоветовал не говорить по-японски на публике.

### Германия
В немецких СМИ сообщается о многочисленных случаях расовой дискриминации в отношении лиц азиатского происхождения. По данным опроса Ipsos MORI, проведённого в начале февраля, 28% респондентов в Германии заявили, что в будущем они будут избегать людей китайского происхождения, чтобы защитить себя от коронавируса.
Еженедельный журнал Der Spiegel опубликовал спорную обложку, которую некоторые восприняли как обвинение Китая в распространении коронавируса и разжигание ксенофобии.
Китайское посольство в Берлине подтвердило рост числа враждебных инцидентов в отношении своих граждан после начала пандемии. 1 февраля 2020 года в Берлине 23-летний гражданин Китая подвергся расистским оскорблениям и избиению со стороны двух неизвестных нападавших. Полиция классифицировала инцидент как «ксенофобский».
Китайская студентка из Чэнду, проживающая в Берлине, получила уведомление от своей арендодательницы, немецкой актрисы Габриэль Шарницки, о необходимости освободить арендованную квартиру в течение двух недель. Шарницки объяснила свои действия необходимостью защитить себя от возможной опасности заражения от человека, вернувшегося из зоны, заражённой вирусом, и посещавшего её дом. Студентка сообщила Шарницки в январе о своих планах посетить Китай, хотя эта поездка так и не состоялась.
5 февраля 2020 года в Берлине женщина китайского происхождения, не посещавшая Китай в течение трёх месяцев, была отвергнута своим гинекологом, который заявил, что коронавирус может заразить беременных женщин в клинике. В том же месяце китайский студент в Эссене с больным горлом получил отказ в приёме у врача общей практики из-за опасений по поводу коронавируса, несмотря на то, что он не был в Китае с сентября 2019 года. Вместо этого ему предложили обратиться в отделение неотложной помощи, где у него диагностировали бронхит.
В Мюнхене немецкая женщина китайского происхождения подверглась нападению со стороны соседа, который обрызгал её дезинфицирующим средством, кричал «Корона» и угрожал отрезать ей голову. Мужчина был обвинён в нападении и угрозе, а отдел по защите населения проводит расследование возможного расистского мотива преступления. Ресторан, которым управляет известный шеф-повар, объявил о запрете на посещение для людей китайского происхождения.
Немецкий футбольный клуб «РБ Лейпциг» отказал в допуске группе из двадцати японских фанатов из-за опасений по поводу коронавируса. В Нюрнберге местные жители бросали сырые яйца в дома, принадлежащие японским жителям. Министерство иностранных дел Японии сообщило о росте антияпонской дискриминации в Германии.
Посольство Южной Кореи в Германии предупредило своих граждан о росте антикорейского насилия. В феврале 2021 года радиоведущий Bayern3 принёс извинения за сравнение всемирной популярности южнокорейской K-pop группы BTS с «каким-то паршивым вирусом, от которого, надеюсь, скоро появится вакцина». Этот инцидент вызвал обеспокоенность у многих южнокорейцев, проживающих за границей, относительно того, что подобные высказывания могут спровоцировать расистское насилие в их отношении.
В Гамбурге немецкая семья турецкого происхождения получила письмо с угрозами, в котором предположительно содержался коронавирус.
Отчёт Института стратегического диалога за 2021 год для Европейской комиссии выявил рост числа антисемитских публикаций на немецком языке в Telegram, в которых COVID-19 представлялся как «сионистское биологическое оружие».

### Венгрия
Предприятия, принадлежащие китайцам, в том числе на преимущественно азиатском рынке Józsefváros в Будапеште, сообщили о значительном падении продаж, которое владельцы связывают с коронавирусом. Некоторые компании решили сообщить потенциальным клиентам, что они из другой азиатской страны.
В венгерских социальных сетях были задокументированы антисемитские комментарии, утверждающие, что коронавирус был создан евреями в США или сионистами в Израиле, чтобы править миром . В меньшей степени некоторые комментарии также обвиняли китайцев в распространении вируса, называя их «желтыми евреями» или «евреями Востока».

### Ирландия
8 августа 2020 года в супермаркете в графстве Корк, Ирландия, произошло нападение на двух мужчин китайского происхождения, Мартина Хонга и Артура Ма. Нападение носило физический и вербальный характер на расовой почве. Инцидент произошел после того, как Мартин и Артур подверглись расистским оскорблениям со стороны группы подростков, которые выкрикивали «Китайский вирус». Хонг и Ма попросили подростков повторить свои слова после того, как забрали у них телефоны. В ответ подростки жестоко избили пару. Пожилая женщина подняла тревогу, связавшись с полицией. После оказания медицинской помощи в больнице Коркского университета, Хонг и Ма провели шесть часов под наблюдением врачей. Полиция подтвердила факт расследования инцидента и сообщила, что они следуют« определенной линии расследования».
14 августа 2020 года сотрудники полиции Ирландии начали расследование инцидента, связанного с расистским нападением в графстве Дублин. На видео, опубликованном на двух отдельных аккаунтах TikTok, видно, как группа подростков на велосипедах преследует женщину азиатского происхождения Сюэдан (Шейли) Сюн. Они толкают её в Королевский канал между Каслнокком и Эштауном после того, как она сделала им замечание за использование расистских оскорблений. Один из подростков крикнул ей: «Коронавирус». Видео было удалено вместе с аккаунтами, которые были заблокированы. Сюн теперь боится выходить из дома. На видео слышно, как она говорит подросткам: «Не дискриминируйте по расовому признаку, это преступление». Некоторые из мальчиков продолжают смеяться и издеваться над её криками, когда уезжают на велосипедах. Полиция Ирландии заявила, что маловероятно, что подросткам будут предъявлены обвинения или вынесены предупреждения.
4 ноября 2020 года аккаунт, предположительно принадлежащий Ребекке Барретт, жене лидера Национальной партии Джастина Барретта, опубликовал расистские комментарии в адрес мэра Дублина Хейзел Чу. В ответ на твит Чу о том, что она смотрит результаты президентских выборов в США, аккаунт написал: «Раз уж вы все равно не спите, закажите, пожалуйста, сладкую и кислую курицу, сычуаньскую говядину и два жареных риса. И никакой летучей мыши.» Позднее твит был удален Twitter.
В марте 2021 года 51-летняя женщина азиатского происхождения подверглась нападению со стороны дюжины подростков на Генри-стрит в Дублине. Они окружили её, избили, бросили в лицо мусорный пакет, снимали её на телефоны и использовали расистские оскорбления. Она заявила: «Это лишь последнее в череде насилия и преступлений на почве ненависти, свидетелем и жертвой которых я стала на улицах Дублина».

### Италия
Итальянская газета La Repubblica сообщила, что директор престижной Римской музыкальной консерватории Святой Цецилии, Роберто Джулиани, временно приостановил занятия для всех студентов восточноазиатского происхождения — китайцев, японцев и корейцев, при этом наибольшему влиянию подверглись студенты китайского происхождения. Отмечается, что многие студенты были иммигрантами во втором поколении.
По данным The Washington Post, люди, особенно из Южной Кореи и Китая, столкнулись с усилением насмешек и дискриминации.
В социальных сетях появилась информация о том, что бар у фонтана Треви установил знак, запрещающий вход для всех граждан Китая из-за «международных мер безопасности». Позднее полиция убрала этот знак.
Десятки китайских магазинов подверглись актам вандализма в северных городах Комо, Брешиа и Варезе. Многие китайские магазины сообщили о снижении продаж.
Люди китайского происхождения, а также выходцы из Филиппин, которые воспринимались как «китайцы», сообщали о нападениях (некоторые из которых были достаточно серьёзными, требующими госпитализации), домогательствах и отказе в обслуживании. Некоторые официальные лица призывали студентов китайского/восточноазиатского происхождения оставаться дома.
24 февраля 2020 года китайцу запретили войти на заправочную станцию в Кассоле, провинция Виченца, регион Венето, и сказали: «У вас коронавирус, вы не можете войти!», после чего кто-то разбил бутылку о его голову, нанеся серьёзные травмы. В тот же день пожилой филиппинский пенсионер подвергся нападению и был избит в супермаркете в городе Мариано-Коменсе, провинция Комо, Ломбардия. Певец и телеведущий Франческо Факкинетти вмешался и защитил пострадавшего.
Губернатор региона Венето Лука Дзайя принёс извинения после утверждения, что китайцы едят живых мышей.
8 марта 2020 года японский ресторан в Риволи, Турин, Пьемонт, стал объектом поджога, совершённого группой подростков, которые насмехались над владельцами, называя их носителями эпидемии.

### Нидерланды
Голландская государственная телерадиовещательная компания NOS сообщила, что в комментариях к её публикациям о коронавирусе в социальных сетях Facebook и Instagram было обнаружено большое количество «расистских, дискриминационных и антикитайских комментариев». Голландцы азиатского происхождения сообщали о том, что их называли носителями коронавируса во время поездок на общественном транспорте, в супермаркетах, в школах и в социальных сетях.
6 февраля 2020 года радиоведущий Лекс Гаартхейс представил свою песню «Voorkomen is beter dan Chinezen» («Предотвращение лучше, чем китайцы») на национальной радиостанции Radio 10 под своим альтер-эго Toon. В песне были такие строки, как «мы не хотим, чтобы вирус был в нашей стране, он распространяется из-за этих вонючих китайцев» и «не ешьте китайскую еду». После многочисленных жалоб, в основном от китайской общины Нидерландов, радиостанция и артист принесли официальные извинения, при этом Гаартхейс заявил, что песня должна была быть сатирической, но вышла за рамки допустимого. По иронии судьбы, вирус получил широкое распространение в период празднования Карнавала.
8 февраля 2020 года группа китайских студентов, проживающих в общежитии Вагенингенского университета, обнаружила, что их этаж подвергся вандализму. Повреждения включали в себя сорванный с двери студента китайский флаг, который был разорван и выброшен, а стены были исписаны оскорблениями на английском языке, такими как «Die, Chinese» («Умри, китаец») и «Chinese Corona». Полиция Нидерландов расследовала инцидент, но подозреваемых не было найдено.
10 февраля 2020 года 65-летний нидерландец китайского происхождения был сброшен с велосипеда в Амстердаме двумя молодыми людьми на скутере. Один из преступников снял инцидент на Snapchat и позже заявил, что «не стоит беспокоиться, это был китаец». Он сдался полиции только после того, как стал объектом интернет-травли.
На рейсе авиакомпании KLM, следовавшем из Амстердама в Сеул 11 февраля 2020 года, бортпроводники разместили на корейском языке знак, запрещающий пассажирам пользоваться туалетом на борту, который якобы был зарезервирован для экипажа, из-за опасений по поводу коронавируса. Представитель авиакомпании принёс извинения, заявив, что «мы глубоко сожалеем, что это было воспринято как дискриминация, которая не входила в намерения экипажа», и что резервирование определённых туалетов для экипажа не является политикой компании. Многие корейцы и нидерландцы корейского происхождения сообщили о волне антикорейских инцидентов, от вандализма в их домах до насильственных нападений и преследований. Более 150 корейских экспатов, опрошенных в онлайн-опросе, указали, что столкнулись с ксенофобскими инцидентами.
Вечером 22 февраля 2020 года 24-летняя нидерландская студентка китайского происхождения подверглась нападению группы студентов в своём общежитии в Тилбурге, получив сотрясение мозга и ножевые ранения, после того как попросила их прекратить петь песню Гаартхейса.
В конце февраля 2020 года японская школа в Амстердаме предупредила родителей не приводить своих детей на детские площадки и в другие места, часто посещаемые местными детьми, на фоне всплеска жестоких случаев издевательств над японскими детьми.
16 марта 2020 года дом в Димене был испачкан надписями «Kankerchinees corona» («Раковая китайская корона» на английском языке), что было публично осуждено мэром Эриком Бугом.
21 июня 2020 года подросток корейского происхождения стал жертвой группового нападения в парке Зандама. Подростка ударили по голове, обвинили в распространении коронавируса, а один из нападавших попытался украсть мобильный телефон. 4 июля 16-летний мальчик был арестован по подозрению в покушении на убийство. Полиция допросила 13-летнего мальчика, который снял инцидент на видео, и прокуратура не исключила возможности дальнейших арестов.

### Польша
В мае 2020 года польская ассоциация «NEVER AGAIN» опубликовала отчёт под названием «Вирус ненависти: Коричневая книга эпидемии». В нём задокументированы случаи проявления расизма, ксенофобии и дискриминации, произошедшие в Польше на фоне пандемии коронавируса. 40-страничный отчёт описывает многочисленные нападения на представителей меньшинств на фоне обвинений в распространении вируса, а также случаи распространения ультраправыми идей ненависти и теорий заговора, связанных с эпидемией.

### Россия
В Москве и Екатеринбурге китайские граждане становятся объектами карантинных мероприятий и полицейских рейдов, которые были осуждены как расовое профилирование.
В Благовещенске по меньшей мере один отель запретил китайским гражданам бронировать номера, а продажи на рынках, принадлежащих китайским предпринимателям, значительно сократились.
Согласно опросу Ipsos MORI, проведенному в феврале 2020 года, 37% российских респондентов выразили готовность избегать общения с китайскими гражданами, что является самым высоким показателем среди восьми опрошенных стран. С другой стороны, опрос Центрального Европейского института азиатских исследований, проведенный в октябре 2020 года, показал, что российские респонденты реже всего среди 13 европейских стран возлагают ответственность за COVID-19 на Китай.

### Турция
В то время как в 2019 году опрос показал, что 83.2% турок хотели возвращения всех сирийских беженцев, пандемия вызвала дальнейший рост ксенофобии и настроений против беженцев в Турции. Пара религиозных новостных агентств сообщила о всплеске нападений на турецкие церкви, при этом некоторые называют христиан козлами отпущения за кризис с коронавирусом в Турции. Некоторые израильские исследователи и турки-евреи сообщили в 2020 году, что в турецких социальных сетях распространяются антисемитские теории заговора, обвиняющие евреев в COVID -19.

### Швеция
20 мая 2020 года стало известно о случае расовой дискриминации и нападения на китайского студента и его девушку в Стокгольме. Инцидент произошёл из-за того, что они были в масках. Мужчина нанёс паре удары по лицу и голове, в результате чего обе жертвы получили травмы, включая сотрясение мозга у девушки. Такие случаи нередки: люди подвергаются травле, их вынуждают покидать общественный транспорт и применять физическое насилие.
Согласно опросу, проведённому в октябре 2020 года Центральным европейским институтом азиатских исследований, более половины шведских респондентов согласились с тем, что распространение COVID-19 связано с тем, что китайцы употребляют в пищу летучих мышей и других диких животных. Это был самый высокий процент среди всех 12 европейских стран, участвовавших в опросе.

### Великобритания
12 февраля 2020 года Sky News сообщил, что некоторые китайцы британского происхождения столкнулись с ростом расистских оскорблений. В период с января по март 2020 года количество преступлений на почве ненависти против китайцев британского происхождения утроилось по сравнению с предыдущими двумя годами в Великобритании. По данным лондонской полиции, в период с января по июнь 2020 года было зарегистрировано 457 преступлений на расовой почве, связанных с британскими выходцами из Восточной и Юго-Восточной Азии.
Словесные оскорбления стали одной из распространённых форм расизма, с которой сталкиваются китайцы британского происхождения. Перед введением локдауна в феврале 2020 года китайские дети британского происхождения вспоминали случаи страха и разочарования из-за издевательств и оскорблений в своих школах. Согласно опросу, проведённому в июне 2020 года, 76 % британских китайцев хотя бы раз подвергались расовым оскорблениям, а 50% регулярно сталкивались с расовыми оскорблениями, что значительно выше, чем среди представителей других расовых меньшинств.
Антикитайский расизм также оказал влияние на китайские предприятия. Многие, включая популярный сегмент китайских закусочных и предприятия в лондонском Чайнатауне, зафиксировали значительное снижение числа клиентов после вспышки коронавируса по сравнению с обычными повышенными продажами, связанными с празднованием Китайского Нового года, из-за опасений распространения коронавируса через еду или негигиеничные условия труда.
В Лондоне студент Королевского колледжа Холлоуэй подвергся словесным оскорблениям со стороны пассажиров на станции Клэпхэм-Джанкшен, а аналогичный инцидент был зафиксирован пассажирами лондонского метро. 30 января 2020 года аспирант, который шёл один в маске по Вест-стрит в центре Шеффилда по направлению к университету, подвергся словесным оскорблениям и толчкам со стороны трёх человек.
Футболист «Тоттенхэм Хотспур» Деле Алли опубликовал видео в Snapchat, где он был в маске и, как казалось, насмехался над азиатским мужчиной, сидящим рядом с ним в Дубае, по поводу вспышки коронавируса. Позже он принёс извинения и удалил видео.
24-летний тайский налоговый консультант в Лондоне подвергся жестокому нападению и ограблению со стороны двух подростков, которые кричали «коронавирус». В Солихалле женщина китайского происхождения была названа «грязной чинкой» и также ей было сказано «забрать свой чёртов коронавирус домой!». Женщина индийского происхождения, которая попыталась вмешаться, была избита и позже госпитализирована.
24 февраля 2020 года студент, сингапурец китайского происхождения, Университетского колледжа Лондона был избит группой людей, которые кричали «Я не хочу, чтобы ваш коронавирус был в моей стране». Он получил переломы лица и ушибы глаз. Двое подростков были арестованы в связи с инцидентом. Один из подростков был приговорён к 18 месяцам лишения свободы с отсрочкой исполнения наказания 28 января 2021 года.
В марте 2020 года в Эксетере было зафиксировано шесть отдельных случаев расово мотивированных физических нападений на азиатских людей, включая три нападения на китайских подростков, зарегистрированных за 24 часа.
Вьетнамский куратор искусств был исключён из числа ассистентов для выставки современного вьетнамского изобразительного искусства на выставке Affordable Art Fair. Ракелл Азран, организатор выставки, объяснила в электронном письме, что она больше не может участвовать, потому что «азиатов считают носителями вируса», и присутствие вьетнамского куратора «к сожалению, вызовет у аудитории сомнения в посещении выставочного пространства».
Медсестра NHS азиатского происхождения заявила, что подверглась нападению и расовым оскорблениям со стороны пары на железнодорожной станции во время поездки на ночную смену в больницу. В феврале 2021 года преподаватель Университета Саутгемптона китайского происхождения был избит группой мужчин, и в его адрес были выкрикнуты различные расистские оскорбления.
Некоторые пользователи правых социальных сетей распространяли исламофобские теории заговора и фейковые видео, на которых мусульмане нарушают правила социального дистанцирования и склонны к распространению вируса.

### Цыгане
Словакия, Румыния и Болгария якобы предприняли «непропорциональные или милитаризованные меры» против общин цыган во время пандемии, нацелившись на их города и деревни в рамках расово обвиняемого повествования о том, что цыгане нечисты и больны. Организации средств массовой информации в этих странах также иногда занимали дискриминационную позицию, при этом одно румынское СМИ утверждало, что цыгане являются резервуарами болезней, сами обладают генетической устойчивостью к COVID-19, но могут передавать ее другим. Тем временем в Венгрии лидеры цыган заявили, что они были исключены из агрессивной кампании по иммунизации против COVID-19 в стране и, таким образом, были вынуждены организовать свои собственные общественные инициативы, чтобы стимулировать отстающие показатели вакцинации.

## Северная Америка

### Канада
Национальный отчёт, финансируемый правительством Канады и подготовленный в сотрудничестве с Китайским канадским национальным советом — Торонтским отделением, Проектом 107, Ванкуверским фестивалем азиатского кино и Китайским канадским национальным советом по социальной справедливости, выявил 600 задокументированных случаев антиазиатских инцидентов в стране с начала пандемии. Из них 83% составили нападения на выходцев из Восточной Азии, 7% — на выходцев из Юго-Восточной Азии, 2% — на выходцев из Южной Азии, 1,5% — на лиц смешанного или азиатского происхождения и 1% — на коренных канадцев.
26 января 2020 года репортер Питер Акман, работавший на CTV News, опубликовал в Twitter фотографию своего азиатского парикмахера в маске и написал: «Надеюсь, сегодня я получил только стрижку». После этого он был уволен.
29 января 2020 года Тереза Тэм, главный государственный санитарный врач Канады и глава Агентства общественного здравоохранения Канады, выразила свою обеспокоенность. Тэм, родившаяся в Гонконге, отметила, что «обеспокоена растущим числом сообщений о расизме и стигматизирующих комментариях в социальных сетях, направленных в адрес людей китайского и азиатского происхождения в связи с коронавирусом 2019-nCoV».
7 февраля 2020 года издание The Nation сообщило, что некоторые выходцы из Гонконга и других азиатских диаспор в Канаде распространяли ксенофобские истории и риторику против материковых китайцев в интернете.
Были зафиксированы несколько случаев насильственных нападений на женщин азиатского происхождения.
Согласно опросу, проведенному Институтом Ангуса Рида и Университетом Альберты 22 июня 2020 года, 64% канадцев китайского происхождения сообщили о проявлении неуважения к ним во время пандемии COVID-19, 50% из них подверглись словесным оскорблениям, а 29% — физическим нападениям. 64% респондентов также отметили, что освещение событий в североамериканских СМИ привело к формированию негативного отношения к этническим китайцам в Канаде.
В Ванкувере количество преступлений на почве ненависти к азиатам выросло на 717% в период с 2019 по 2020 год.

#### Альберта
В Калгари мужчина был арестован за то, что плюнул в азиатскую женщину на лонгборде в парке и назвал её «глупой чинкой». Затем он плюнул в пару белых людей, стоявших за азиатской женщиной.
Также в Калгари мужчина был обвинён в преступлениях на почве ненависти за словесные оскорбления китайского канадца с использованием расовых оскорблений.
23 декабря 2021 года премьер-министр Альберты Джейсон Кенни сравнил происхождение COVID-19 с «супом из летучих мышей из Уханя». После последующей критики за свои высказывания Кенни якобы извинился, заявив: «Если кто-то и был оскорблён, я приношу свои извинения. Если кто-то был оскорблён, то, безусловно, это не было моим намерением».

#### Британская Колумбия
Китайско-канадские предприятия в Ванкувере сообщили о снижении доходов от пятидесяти до семидесяти процентов.
13 марта 2020 года белый мужчина в возрасте 50 лет выкрикнул расистские оскорбления насчёт COVID-19 в адрес 92-летнего мужчины азиатского происхождения с деменцией в круглосуточном магазине в Ванкувере. Подозреваемый также напал на пожилого мужчину, в результате чего тот упал и ударился головой о землю.
Китайский культурный центр в Ванкувере стал объектом вандализма, в частности, были нанесены граффити с призывами к смерти китайцев.
1 ноября 2020 года мужчина угрожал филиппинцу в автобусе в Ванкувере, называя его «китайским шпионом» и угрожая сексуальным насилием над его дочерью.
Согласно данным Департамента полиции Ванкувера, количество преступлений на почве ненависти к азиатам, зарегистрированных в марте и апреле 2020 года, превысило общее число таких преступлений за весь 2019 год. За первые девять месяцев 2020 года количество преступлений на почве ненависти к азиатам увеличилось на 878% по сравнению с аналогичным периодом 2019 года, с девяти до восьмидесяти.
Опрос 1600 взрослых, проведённый ResearchCo и полученный агентством Agence France-Presse, показал, что каждый четвёртый канадец азиатского происхождения (70% из которых были китайского происхождения), проживающий в Британской Колумбии, знал кого-то из членов своей семьи, кто столкнулся с дискриминацией. Опрос также показал, что 24% канадцев южноазиатского происхождения сообщили о расистских оскорблениях. Канадцы коренного происхождения также сообщили о дискриминации.
1 мая 2021 года в 15:00 в ресторане Burger King в «Ironwood Plaza» в Ричмонде мужчина, стоявший рядом с китайской семьёй, крикнул: «Китайский вирус! Из-за вас мир такой, какой он есть! Возвращайтесь в свою страну!». Прохожий крикнул в ответ: «Убирайся к чёрту!», на что нападавший ответил дальнейшими расистскими оскорблениями.

#### Онтарио
В районе Большого Торонто китайские рестораны сообщили о снижении продаж на тридцать-восемьдесят процентов.
28 января 2020 года девять тысяч родителей школьного округа в районе Йорк, к северу от Торонто, подписали петицию, призывающую Совет школьного округа Йоркского региона не допускать учащихся, чьи семьи посещали Китай, в школу в течение семнадцати дней, а также чтобы школы отслеживали поездки этих учащихся и информировали других родителей, чтобы те могли решить, стоит ли забирать своих детей из класса. Совет школьного округа Йоркского региона отклонил петицию, заявив, что это может разжечь расизм.
В апреле 2020 года Дипанджан Басу, профессор машиностроения Университета Уотерлу, опубликовал в своём личном аккаунте в Facebook сообщения с антикитайскими высказываниями, за что позже извинился.
В Маркхэме, Онтарио, полиция арестовала человека и предъявила обвинение человеку, причастному к шести нападениям на азиатских женщин.
В другом инциденте в Скарборо на мужчину напали, когда он заказывал еду. Нападавший выкрикивал антиазиатские высказывания. Полиция расследовала этот инцидент как нападение на почве ненависти.

#### Квебек
В Монреале вандалы разбили статуи и религиозные артефакты в буддийских храмах вьетнамской общины.
17 марта 2020 года в Монреале двое корейцев получили ножевые ранения, что побудило Корейское консульство предупредить корейцев, проживающих в городе, быть осторожными и сообщать о любых инцидентах в консульство.
В апреле 2020 года поступили сообщения о том, что в Монреале коренных жителей путают с азиатами и подвергают дискриминации. Им плевали в лицо и говорили «возвращайся в Китай» или «домой».
SVPM отметила всплеск числа преступлений на почве ненависти и инцидентов в отношении азиатской общины в Монреале в 2020 году.

#### Гуттериты
В конце июня 2020 года началось массовое появление случаев, связанных с Гуттеритами — общинно-самодостаточной этнорелигиозной группой с большой численностью населения в Альберте, Саскачеване и Манитобе. Хотя многие колонии сотрудничали с провинциальными органами здравоохранения для контроля над этими вспышками, некоторые проявили сопротивление, что привело к стигматизации группы в целом и дискриминации.
После угрозы подачи жалобы на нарушение прав человека со стороны члена общины, Манитоба объявила, что больше не будет связывать случаи COVID-19 с колониями Гуттеритов, если это не представляет риска для населения в целом. По аналогичным причинам Совет безопасности Гуттеритов (HSC) раскритиковал Саскачеван за связывание вспышек с колониями Гуттеритов при отсутствии риска для населения, даже после того, как провинция начала использовать эвфемизм «место совместного проживания» для их обозначения, считая это формой «культурного профилирования», поскольку ни одна другая группа не была выделена таким образом. Медицинский работник провинции Сакиб Шахаб заявил, что «очень важно признавать, что существуют разные места передачи инфекции», и что общественность должна быть осведомлена о том, где расположены новые случаи.

### Соединённые Штаты Америки
Согласно Исследовательскому центру Пью от июня 2020 года, 58% американцев азиатского происхождения и 45% афроамериканцев считают, что уровень расистских настроений в отношении них увеличился после начала пандемии. Исследование Нью-Йоркского университета не выявило общего роста антиазиатских настроений в американском обществе, а отметило, что «уже предвзятые лица» почувствовали себя уполномоченными действовать открыто в соответствии со своими предубеждениями.
В начале пандемии некоторые называли коронавирус «китайским», «уханьским» или «китайским гриппом», что широко использовал тогдашний президент США Дональд Трамп и его сторонники. С 28 января по 24 февраля 2020 года было зафиксировано несколько тысяч случаев ксенофобии и расизма в отношении американцев азиатского происхождения, по данным Рассела Чжэуна, профессора азиатско-американских исследований из Университета штата Сан-Франциско. С 18 по 26 марта 2020 года онлайн-платформа Stop AAPI Hate зафиксировала 650 сообщений о дискриминации в основном в отношении американцев азиатского происхождения, а к 15 апреля 2020 года количество таких сообщений возросло до 1497. Большинство инцидентов были направлены против выходцев из Китая (40%) и Кореи (16%). К 28 февраля 2021 года это число возросло до 3795. По данным радио Филадельфии WHYY от 21 апреля 2020 года, в городе во время пандемии произошло несколько инцидентов антиазиатского расизма, включая дискриминацию, оскорбления и даже нападение на человека азиатского происхождения. Эти случаи часто оставались незамеченными для властей.
Медиа-организация FAIR выявила случаи антиазиатского расизма на улицах и сообщила, что некоторые СМИ, такие как CNN, The Wall Street Journal и Fox News, используют синофобию и «ориенталистские тропы», представляя китайцев как хитрых и ненадёжных людей, управляемых некомпетентным авторитарным правительством. В статье, посвященной разговору, также отмечались антикитайские настроения со стороны аналогичных СМИ в связи с их освещением китайских рынков сбыта.
Калифорнийский университет в Беркли опубликовал инфографику, в которой утверждал, что «ксенофобия: страх перед взаимодействием с людьми из Азии и чувство вины за эти чувства» является нормальной реакцией на пандемию. Это вызвало критику за «нормализацию расизма».
Бывший кандидат в президенты Эндрю Янг говорил о росте анти-азиатского расизма в связи с коронавирусом. В феврале 2021 года баскетболист китайского происхождения Джереми Лин сообщил, что его называли «коронавирус» на площадке.
Несколько законодателей, включая членов Конгресса, осудили ксенофобию в связи с пандемией на пресс-конференции. Они отметили, что азиатско-американские предприятия по всей стране, от продуктовых магазинов до маникюрных салонов и ресторанов, столкнулись с финансовыми трудностями из-за снижения числа клиентов. Также азиатско-американские предприятия сообщали о случаях домогательств и актов вандализма, связанных с коронавирусом.
Президент Трамп неоднократно называл SARS-CoV-2 «китайским вирусом», «китайским вирусом» и «кунг-гриппом», пытаясь указать на его происхождение. Некоторые сочли эти термины антикитайскими и расистскими. Позже Трамп утверждал, что это не было расистским, после того как законодатели, включая Элизабет Уоррен, выразили протест. Трамп также заявил 23 марта 2020 года, что коронавирус не является виной  американцев азиатского происхождения, и их сообщества должны быть защищены. Комментаторы CNN Крис Куомо и Джим Акоста также критиковали использование терминов «вирус из Уханя» и «китайский вирус», хотя другие ведущие CNN использовали эти термины в прошлом. Трамп также не отреагировал на предполагаемое использование уничижительного термина «кунг-флю» (искажённое «COVID-19») представителем Белого дома, когда его спросил репортер на пресс-конференции 18 марта 2020 года . В конечном итоге он отказался от названия «китайский вирус» из-за увеличения числа расистских оскорблений и инцидентов в отношении азиатских общин по мере распространения болезни в США. Однако на митинге в Талсе, штат Оклахома, 20 июня Трамп снова назвал вирус «кунг-флю».
Тогдашний госсекретарь США Майк Помпео называл вирус «уханьским вирусом» и утверждал, что существует «значительное количество доказательств» того, что он возник в Уханьском институте вирусологии, и обвинил Коммунистическую партию Китая в создании «существенной угрозы для нашего здоровья и образа жизни».
В ответ на растущие антикитайские настроения некоторые медиа-организации и отдельные лица начали говорить о том, что не стоит винить китайцев в пандемии, и что существует различие между народом Китая и Коммунистической партией Китая, которую некоторые обвиняли в сокрытии и неправильном обращении с пандемией. 20 марта 2020 года была запущена петиция в Белый дом с требованием использовать название «вирус КПК».
23 марта 2020 года Федеральное бюро расследований (ФБР) в Нью-Йорке выпустило предупреждение о том, что экстремисты призывают друг друга намеренно распространять коронавирус среди полицейских и членов еврейской общины, если они заразятся. В тот же день ФБР предотвратило теракт, организованный белым националистом, который планировал использовать автомобиль с бомбой, чтобы взорвать больницу в Миссури, переполненную пациентами с COVID-19. Мужчина ссылался на крайне правые теории заговора о том, что вирус был «спроектирован евреями». В результате он был застрелен в перестрелке с агентами ФБР. На следующий день Министерство внутренней безопасности выпустило меморандум для правоохранительных органов, предупреждающий о возможности террористических атак со стороны экстремистов, которые могут использовать пандемию для совершения нападений на американцев азиатского происхождения и другие группы. 28 марта ФБР вновь предупредило о планах белых националистов «заразить евреев коронавирусом», чтобы инфицировать районы, которые еврейские общины посещают.
Антидиффамационная лига (ADL) и Life After Hate отметили, что в дополнение к волне анти-азиатской ксенофобии в Интернете, была волна антисемитизма и антисионизма, вызванная белыми националистами и сторонниками превосходства белой расы, включая, но не ограничиваясь этим, заявления о том, что Евреи и/или израильтяне распространяли вирус, а также онлайн-кампанию по заражению евреев вирусом как средством убийства. ADL была особенно обеспокоена распространением антисемитских сообщений в Steam, Discord и TikTok в сочетании с увеличением использования Интернета детьми после закрытия школ.
Рестораны в Чайнатауне в Бостоне также потеряли клиентов из-за страха перед коронавирусом. Власти Нью-Йорка сообщили, что продажи в китайских магазинах в районе Флашинг, Куинс, упали на 40%, хотя другие источники указывали на снижение продаж от 30% до 80%. Было зафиксировано, что количество ресторанов в Чайнатауне в Нью-Йорке, которые оставались открытыми, сократилось с 270 до 40.
По данным статьи в The Korea Times от марта 2020 года, азиаты в США подвергались нападениям как за ношение масок, так и за их отсутствие, что создавало дилемму для некоторых корейцев относительно того, что безопаснее — носить маску или нет. Эта проблема усугублялась противоречивыми рекомендациями Центра по контролю и профилактике заболеваний (CDC).
На пресс-конференции в Белом доме 10 апреля 2020 года генеральный хирург США Джером Адамс заявил, что люди цвета кожи «социально предрасположены» к заражению коронавирусом. Он также подвергся критике за призыв к меньшинствам воздерживаться от употребления наркотиков и алкоголя, используя снисходительный тон: «Сделайте это ради вашей бабули. Сделайте это ради вашего дедушки, сделайте это ради вашей Большой Мамы, сделайте это ради вашего папы-папы». Другие поставили под сомнение обоснованность критики, включая профессора Колумбийского университета Джона Макуортера, который поставил под сомнение необходимость включения идеологических аргументов в заявления, адресованные чернокожим американцам, и сравнил возмущение по поводу заявления Адамса с возмущением в адрес Барака Обамы, когда он упрекал отсутствующих чернокожих отцов.
На слушаниях в Комитете по энергетике и торговле Палаты представителей 23 июня 2020 года директор Национального института аллергии и инфекционных заболеваний Энтони Фаучи заявил, что институциональный расизм является одним из факторов, влияющих на непропорциональное воздействие вируса на афроамериканские и другие меньшинства.
17 сентября 2020 года Палата представителей США приняла резолюцию 243–164, осуждающую расизм, связанный с пандемией, в отношении американцев азиатского происхождения. 14 апреля 2021 года Сенат США проголосовал 92–6 за продвижение «Закона о преступлениях на почве ненависти, связанных с COVID-19», который позволит Министерству юстиции США рассматривать преступления на почве ненависти, связанные с COVID-19. Законопроект также включает раздел, посвящённый предоставлению федеральных грантов штатам и местным органам власти для перехода к Национальной системе регистрации инцидентов, и требует от судов обязать лиц, осуждённых в соответствии с «Законом Мэтью Шепарда и Джеймса Берда-младшего», участвовать в образовательных программах или общественных работах. 22 апреля 2021 года Сенат проголосовал 94–1 за принятие законопроекта. Затем 18 мая он был принят Палатой представителей 364 голосами «за» против 62 «против», а 20 мая Байден подписал его как закон.
Американские олимпийцы Сакура Кокумай и Юл Молдауэр заявили, что с начала 2021 года они становились жертвами преступлений на почве ненависти.
28 декабря 2022 года, после резкого прекращения политики нулевой терпимости к COVID-19 Китая  и последующего роста числа случаев, США ввели требование о тестировании перед вылетом для всех авиапассажиров, прибывающих из Китая. Поскольку США ранее отказались от тестирования всех других прибывающих иностранцев, были опасения, что азиаты могут снова стать козлами отпущения в разгар ранее наблюдавшегося в зимнее время всплеска случаев в США.

## Океания

### Австралия
26 января 2020 года два таблоида, принадлежащие медиаконгломерату News Corp, опубликовали спорные заголовки. Газета Melbourne Herald Sun вышла с заголовком «Chinese virus pandemonium», в котором было допущено орфографическое искажение слова «pandemonium» и сделан намёк на панд, являющихся символом Китая. Газета The Daily Telegraph из Сиднея вышла с заголовком «China kids stay home». Эти публикации вызвали петицию с более чем 51 000 подписей в течение 24 часов, требующую извинений и заявляющую, что данные таблоиды не представляют австралийцев. В ответ газета Sydney Morning Herald опубликовала статью под названием «Этот вирус не „китайский“ — не расифицируйте его, потому что мы все должны быть готовы».
Также в СМИ сообщалось о нескольких отдельных инцидентах ксенофобии и расизма, связанных с пандемией COVID-19. 28 января 2020 года мужчина потерял сознание и скончался от предполагаемой остановки сердца у ресторана в китайском квартале Сиднея. Неподтверждённые видео, распространяемые в социальных сетях, предполагают, что прохожие отказались делать ему искусственное дыхание из-за страха заразиться коронавирусом. В феврале сообщалось, что сотрудница супермаркета отказала в обслуживании клиентам азиатской внешности, утверждая, что это необходимо для предотвращения распространения коронавируса. Руководство супермаркета признало, что сотрудница поступила неправильно, принесло извинения и заявило, что проводит полное расследование инцидента. Сообщается, что частная школа для девочек Рейвенсвуд на Северном побережье Сиднея попросила южнокорейскую студентку покинуть общежитие, хотя она не была в Китае с момента посещения Шанхая в октябре 2019 года. Аналогичным образом, китайско-малазийская студентка в Перте по возвращении обнаружила, что ее выселили из общего дома. в Австралию после посещения ее родной страны на Лунный Новый год.
В феврале 2020 года было сообщено, что в китайских ресторанах и заведениях Сиднея и Мельбурна произошло резкое падение бизнеса, при этом объём торговли сократился более чем на семьдесят процентов. Согласно онлайн-опросу, проведённому в феврале 2020 года компанией Ipsos MORI, 23 % австралийцев в будущем рассматривали возможность избегать людей китайского происхождения для защиты от коронавируса.
В первые месяцы пандемии увеличилось количество отдельных сообщений о том, что представители китайско-австралийских и азиатско-австралийских сообществ подвергались словесным оскорблениям и расистским высказываниям. 20 марта 2020 года студент в Хобарте, Тасмания, был избит после того, как ему сказали: «У тебя вирус» и «Возвращайся в свою страну», а затем нанесли удар, в результате которого он получил синяк под глазом и сломанные очки. Мотив нападения частично объяснялся культурными различиями между восточной и западной культурами в отношении ношения масок. Однако нападавший уже был известен полиции и был заключён под стражу после признания себя виновным в нанесении побоев.
В октябре 2020 года владелец китайского ресторана в Виктории получил письмо с требованием «вернуться в Ухань» и оскорблениями в адрес китайцев. Согласно опросу, проведённому в период с января по октябрь 2020 года, 84,5 % азиатско-австралийцев столкнулись хотя бы с одним случаем дискриминации.
В марте 2021 года стало известно, что беременная пара австралийцев азиатского происхождения, ожидая УЗИ в Перте, подверглась расистским оскорблениям. Женщина якобы сказала паре: «Проваливайте обратно в Китай». Мужчина, австралиец азиатского происхождения, ответил: «Не говорите мне убираться из моей собственной страны... Вы только что сказали мне убираться из моей собственной страны, возвращайтесь туда, откуда я родом... Я родился здесь, приятель». Инцидент был записан на камеру и размещён в Интернете. Пара заявила, что была «вдохновлена» поддержкой, которую они получили после публикации видео, которое набрало более 250 000 просмотров.
Согласно отчёту о расизме, связанном с COVID-19, проведённому Азиатско-австралийским альянсом в 2021 году, 52 % лиц, столкнувшихся с расизмом, связанным с COVID-19, были китайского происхождения, за ними следовали вьетнамцы (8 %), малайзийцы (8 %), корейцы (7 %), сингапурцы (3 %), филиппинцы (3 %) и индийцы (2 %). Опрос показал, что расизм, связанный с COVID-19, затронул выходцев из стран Восточной, Юго-Восточной и Южной Азии, а также других мигрантов, при этом обвинения в распространении вируса перекладывались на различные сообщества по мере развития ситуации.

### Фиджи
5 февраля 2020 года государственная телерадиокомпания Фиджи, Fijian Broadcasting Corporation (FBC), сообщила, что на автобусной станции местный житель китайского происхождения подвергся публичному оскорблению со стороны мужчины, утверждавшего, что жертва болен COVID-19.
Член оппозиционной партии Фиджи Митьели Буланаука заявил, что COVID-19 был распространён злыми силами для помощи Китаю, и что они несут ответственность за кризис, которому помогают сатанинские силы. Буланаука также утверждал, что Всемирная организация здравоохранения (ВОЗ) встала на сторону Китая из-за плохого управления вспышкой COVID-19. Китайское посольство в Фиджи осудило заявления Буланауки, назвав их шокирующими и разочаровывающими, так как они не соответствуют действительности и были взяты из фейковых социальных сетей.

### Новая Зеландия
Депутат парламента Новой Зеландии Рэймонд Хо заявил о случаях расовых оскорблений в китайской общине страны. Онлайн-петиция с требованием запретить въезд в страну гражданам Китая собрала более 18 000 подписей. В Кентербери родителям студента китайского происхождения было отправлено электронное письмо с содержанием: «Наши киви-дети не хотят учиться в одном классе с распространителями этого отвратительного вируса».
Мэр Окленда Фил Гофф заявил, что его «тошнит» от сообщений о расовой дискриминации в отношении выходцев из Азии в бассейнах, общественном транспорте и ресторанах.
Были зафиксированы случаи нападений на новозеландцев корейского происхождения. В феврале 2021 года китайское консульство в Окленде получило ложное сообщение о бомбе на сайте мероприятий Aucklife, который был взломан. Мотивом, предположительно, стало желание наказать Китай за якобы вызванную им пандемию.
Коренные маори сообщили о высоком уровне дискриминации во время пандемии, что, возможно, было связано с «контрольно-пропускными пунктами иви», установленными племенными властями для проверки соблюдения мер безопасности COVID-19 и ограничения посещения преимущественно маорийских земель для неважных путешественников.
После вспышки дельта-варианта в середине августа 2021 года несколько прихожан преимущественно самоанской церкви «Samoan Assemblies of God Mangere» подверглись расовым оскорблениям после того, как их церковь была связана с 58 случаями заражения. Оклендский советник Эфесо Коллинз заявил о существовании расового двойного стандарта в отношении тихоокеанского сообщества. Многие указали на иронию в том, что жители тихоокеанских островов имеют чрезвычайно высокий уровень вакцинации, но их изображают как «распространителей вируса». Министерство здравоохранения осудило расизм в отношении тихоокеанского сообщества.

## Южная Америка

### Аргентина
26 февраля 2020 года в Ла-Плате поступило сообщение об инциденте, связанном с дракой между владельцем китайского супермаркета и аргентинским курьером. Драка началась из-за того, что доставщик сказал «¿Qué hacés, coronavirus?» («Как дела, коронавирус?»), пошутив о китайцах и коронавирусе. Оба мужчины оказались ранены, и позже полиции пришлось вмешаться.

### Боливия
Местные власти поместили в карантин трёх граждан Японии, несмотря на то, что у них не было симптомов, связанных с коронавирусом.

### Бразилия
4 апреля 2020 года министр образования Бразилии Абрахам Вайнтрауб опубликовал в своём Твиттере заявление, в котором обвинил Китай в распространении пандемии COVID-19 и назвал это частью «плана по мировому господству». В своём заявлении он также использовал искажённое написание некоторых слов, чтобы имитировать китайский акцент.
16 апреля 2020 года суд вынес решение в пользу коренных народов долины Джавари и запретил христианской группе «Миссия новых племён Бразилии» въезд в этот район. Группа UNIVAJA, объединяющая некоторые из этих племён, опубликовала заявление, в котором назвала себя «выжившими после предыдущих геноцидов» и обвинила миссионеров в «физическом воздействии на них смертельного вируса». Двумя месяцами ранее президент Болсонару назначил бывшего миссионера из «Новых племён» главой правительственного агентства, ответственного за защиту этих племён.
Бразильский журналист Габриэль Леао отметил, что бразильцы азиатского происхождения не сталкивались с расизмом и дискриминацией в такой степени, как другие азиатские сообщества в Северном полушарии, особенно в США, Великобритании и других европейских странах. Однако он выразил обеспокоенность тем, что анти-азиатские настроения будут расти в Бразилии из-за того, что президент Болсонару пытался использовать пандемию как возможность напасть на Китай, подобно Дональду Трампу. В начале 2020 года Болсонару, как сообщается, был убеждён, что COVID-19 был «частью схемы китайского правительства по расширению своей глобальной власти».
По словам Леао, уже поступали сообщения о том, что бразильцы азиатского происхождения сталкиваются с преследованиями, связанными с пандемией, например, им говорят «возвращаться в свою страну» или обвиняют в «распространении вируса». Он сам слышал, как незнакомые люди в Бразилии небрежно проклинали «китайский вирус». Китайцы, проживающие в Бразилии, столкнулись с участившимися случаями дискриминации в 2020 году. Им говорили: «Возвращайся в Китай», «Остерегайся продавцов» или «Убирайся, китаец». Одному китайцу, проживающему в Бразилии, сказали: «Надень маску, ты, кусок дерьма. Эти вредители пришли в нашу страну, чтобы убить нас. Возвращайся в свою страну, животное», когда он попытался снять маску, чтобы попить воды в клинике в Рио-де-Жанейро в конце 2020 года.

## Реакция
Премьер-министр Канады Джастин Трюдо осудил расизм против канадцев китайского происхождения во время посещения фестиваля Лунного Нового года в Торонто 29 января 2020 года. Мэр Торонто Джон Тори также выступил против ксенофобии в отношении канадцев китайского происхождения на фоне сообщений об усилении стигматизации этой общины.
30 января 2020 года Всемирная организация здравоохранения (ВОЗ) призвала все страны соблюдать «принципы Статьи 3 Международных медико-санитарных правил» (ММСП), которые предостерегают от действий, способствующих стигматизации или дискриминации, при проведении национальных мер по борьбе со вспышкой.
В ответ на рост числа расистских атак на китайскую общину в Италии, что привело к закрытию китайских предприятий, президент Серджо Маттарелла 6 февраля 2020 года неожиданно посетил начальную школу в Риме, где почти половина учеников — китайцы. Он сказал: «Дружба и мир имеют фундаментальное значение, и вы это знаете».
В Нидерландах 8 февраля 2020 года началась онлайн-петиция под названием «We zijn geen virussen!» («Мы не вирусы!»), направленная против расизма в отношении китайцев нидерландского происхождения и других лиц азиатского происхождения. Петиция собрала более 13 600 подписей за первый день и более 57 600 к концу месяца.
27 февраля 2020 года Верховный комиссар по правам человека Мишель Бачелет призвала к солидарности с людьми азиатского происхождения, подвергшимися такой дискриминации.
14 марта 2020 года более двухсот правозащитных групп в США потребовали, чтобы руководство Палаты представителей и Сената публично осудило рост анти-азиатского расизма, связанного с пандемией, и предприняло «решительные шаги для противодействия истерии» вокруг коронавируса. В качестве решения было предложено принять совместную резолюцию, осуждающую расизм и ксенофобию.
20 марта 2020 года Stop AAPI Hate, совместный проект Азиатско-Тихоокеанского совета по политике и планированию, Китайского комитета по позитивным действиям и Департамента азиатско-американских исследований Сан-Францисского государственного университета, запустил веб-сайт, призывающий сообщать о случаях притеснений, дискриминации и нетерпимости, связанных с коронавирусом.
Антидиффамационная лига, ФБР и бывший кандидат в президенты США от Демократической партии Эндрю Янг также отметили, что вирус привёл к росту антисемитизма. Генеральный прокурор Нью-Йорка Летиция Джеймс запустила горячую линию для жителей Нью-Йорка, чтобы сообщать о преступлениях на почве ненависти и дискриминации в условиях вспышки коронавируса.
В ответ на скандал, связанный с дискриминацией африканцев, власти провинции Гуандун в Китае создали горячую линию для иностранных граждан и приняли меры, направленные на то, чтобы предприятия и арендодатели в Гуанчжоу не отказывали людям на основании расы или национальности.
Движение Black Lives Matter осудило расизм в отношении американцев азиатского происхождения через Twitter. В 2020 году малазийская художница Ред Хонг Йи создала серию из 10 работ под названием «#IAMNOTAVIRUS», изображающих портреты азиатских знаменитостей из пищевых продуктов, таких как листья матча, которые она нашла у себя дома во время карантина. Она описала важность «поддержки каждого, независимо от цвета кожи».
В июне 2021 года городской совет Авроры, Колорадо, решил использовать городские средства для обеспечения жителей азиатского происхождения комплектами безопасности и провести обучение сотрудников полиции по вопросам, касающимся американцев азиатского происхождения  и тихоокеанских островов. Это произошло на фоне недавнего решения городского совета отклонить предложение о мемориале Мира в Авроре. В ответ на это городские власти написали в письме, что «мемориалы вызвали широкий спектр общественных реакций, включая мирные и враждебные акции протеста, акты вандализма, ненависть к азиатам и судебные иски с требованием удаления». Они также отметили, что «на основании этой информации Департамент парков, отдыха и открытых пространств считает, что размещение мемориала на муниципальной собственности не является подходящим использованием».
8 сентября 2021 года исследование, проведённое Mandiant и Google, обнаружило, что сеть из тысяч поддельных учётных записей в социальных сетях на десятках платформ, включая Facebook, Twitter и YouTube, была связана с правительством Китая и пыталась организовать протесты в США против анти-азиатских настроений и обвинений в том, что Китай разработал SARS-CoV-2, вирус, вызывающий COVID-19.